# Gródczanki (przystanek kolejowy)
Gródczanki – nieczynny przystanek kolejowy położony w Gródczankach.